# Lasse Holms bästa
Lasse Holms bästa är ett samlingsalbum, släppt 1995, av blandade artister med sånger helvis eller delvis skrivna av den svenska popsångaren och låtskrivaren Lasse Holm, av vilka han själv spelat in vissa medan andra spelats in av andra. Inspelningarna är från åren 1975-1994.

## Låtlista
1. Cannelloni macaroni - Lasse Holm
2. Längtans vind - Sofia Källgren
3. Växeln hallå - Janne Lucas Persson
4. Högt över havet - Arja Saijonmaa
5. Ringar på vatten - Lotta Engberg & Haakon Pedersen
6. E' de' det här du kallar kärlek - Lasse Holm & Monica Törnell
7. Främling - Carola
8. Inget stoppar oss nu - Black Jack
9. Eloise - Arvingarna
10. Bra vibrationer - Kikki Danielsson
11. Den vita duvan - Mats Rådberg
12. Dag efter dag - Chips
13. Jag är... - Tommy Körberg
14. Albatross - Vikingarna
15. God morgon - Sweets n' Chips
16. Nu tar vi dom - Håkan Södergren & Hockeylandslaget
17. Miss Decibel - Wizex & Lasse Holm
18. Sommarparty - Herreys
19. Det regnar i Stockholm - Carola